# 8069 Benweiss
A 8069 Benweiss (ideiglenes jelöléssel (8069) 1981 EF30) a Naprendszer kisbolygóövében található aszteroida. Schelte J. Bus fedezte fel 1981. március 2-án.